# Interlands Nederlands voetbalelftal 1990-1999
Deze pagina toont een chronologisch en gedetailleerd overzicht van de interlands die het Nederlands voetbalelftal heeft gespeeld in de periode 1990 – 1999.
In deze periode werden in totaal 104 interlands gespeeld waarvan er 50 gewonnen werden, 32 wedstrijden eindigde in gelijk spel en 22 keer werd er verloren. In dit decennium kwalificeerde het Nederlands elftal zich voor elk wereldkampioenschap en Europees kampioenschap in deze periode.

## Interlands

### 1990
|                                                                          |           |       |        |                                                                             |
| 21 februari Vriendschappelijk № 462 «onderlinge duels» 20:00 uur (UTC+1) | Nederland | 0 – 0 | Italië | De Kuip, Rotterdam Toeschouwers: 24.198 Scheidsrechter: Gérard Biguet (FRA) |
| 21 februari Vriendschappelijk № 462 «onderlinge duels» 20:00 uur (UTC+1) |           |       |        | De Kuip, Rotterdam Toeschouwers: 24.198 Scheidsrechter: Gérard Biguet (FRA) |

|                                                                       |                                              |       |                          |                                                                                 |
| 28 maart Vriendschappelijk № 463 «onderlinge duels» 19:00 uur (UTC+4) | Sovjet-Unie                                  | 2 – 1 | Nederland                | Republican Stadion, Kiev Toeschouwers: 60.000 Scheidsrechter: Sándor Puhl (HUN) |
| 28 maart Vriendschappelijk № 463 «onderlinge duels» 19:00 uur (UTC+4) | Oleh Protasov 10' (pen.) Vladimir Lyutyi 80' |       | 70' (pen.) Ronald Koeman | Republican Stadion, Kiev Toeschouwers: 60.000 Scheidsrechter: Sándor Puhl (HUN) |

|                                                                     |                                                   |       |                                        |                                                                                      |
| 30 mei Vriendschappelijk № 464 «onderlinge duels» 19:30 uur (UTC+2) | Oostenrijk                                        | 3 – 2 | Nederland                              | Ernst Happelstadion, Wenen Toeschouwers: 48.000 Scheidsrechter: Manfred Roßner (GDR) |
| 30 mei Vriendschappelijk № 464 «onderlinge duels» 19:30 uur (UTC+2) | Robert Pecl 3' Manfred Zsak 46' Anton Pfeffer 49' |       | 60' Ronald Koeman 84' Marco van Basten | Ernst Happelstadion, Wenen Toeschouwers: 48.000 Scheidsrechter: Manfred Roßner (GDR) |

|                                                                 |             |                                         |           |                                                                                    |
| 3 juni Vriendschappelijk № 465 «onderlinge duels» 20:00 (UTC+2) | Joegoslavië | 0 – 2                                   | Nederland | Maksimirstadion, Zagreb Toeschouwers: 20.000 Scheidsrechter: Friedrich Kaupe (AUT) |
| 3 juni Vriendschappelijk № 465 «onderlinge duels» 20:00 (UTC+2) |             | 53' Frank Rijkaard 83' Marco van Basten |           | Maksimirstadion, Zagreb Toeschouwers: 20.000 Scheidsrechter: Friedrich Kaupe (AUT) |

| Wereldkampioenschap voetbal 1990 |
| -------------------------------- |

|                                                                    |               |       |                             |                                                                                               |
| 12 juni WK 1990 Groep F № 466 «onderlinge duels» 21:00 uur (UTC+2) | Nederland     | 1 – 1 | Egypte                      | Stadio La Favorita, Palermo Toeschouwers: 33.288 Scheidsrechter: Emilio Soriano Aladrén (ESP) |
| 12 juni WK 1990 Groep F № 466 «onderlinge duels» 21:00 uur (UTC+2) | Wim Kieft 58' |       | 83' (pen.) Magdi Abdelghani | Stadio La Favorita, Palermo Toeschouwers: 33.288 Scheidsrechter: Emilio Soriano Aladrén (ESP) |

|                                                                    |          |       |           |                                                                                      |
| 16 juni WK 1990 Groep F № 467 «onderlinge duels» 21:00 uur (UTC+2) | Engeland | 0 – 0 | Nederland | Stadio Sant'Elia, Cagliari Toeschouwers: 35.267 Scheidsrechter: Zoran Petrovic (YUG) |
| 16 juni WK 1990 Groep F № 467 «onderlinge duels» 21:00 uur (UTC+2) |          |       |           | Stadio Sant'Elia, Cagliari Toeschouwers: 35.267 Scheidsrechter: Zoran Petrovic (YUG) |

|                                                                    |                 |       |                 |                                                                                       |
| 21 juni WK 1990 Groep F № 468 «onderlinge duels» 21:00 uur (UTC+2) | Ierland         | 1 – 1 | Nederland       | Stadio La Favorita, Palermo Toeschouwers: 33.288 Scheidsrechter: Michel Vautrot (FRA) |
| 21 juni WK 1990 Groep F № 468 «onderlinge duels» 21:00 uur (UTC+2) | Niall Quinn 71' |       | 10' Ruud Gullit | Stadio La Favorita, Palermo Toeschouwers: 33.288 Scheidsrechter: Michel Vautrot (FRA) |

|                                                                           |                                 |       |                          |                                                                                 |
| 24 juni WK 1990 Achtste finale № 469 «onderlinge duels» 21:00 uur (UTC+2) | West-Duitsland                  | 2 – 1 | Nederland                | San Siro, Milaan Toeschouwers: 74.559 Scheidsrechter: Juan Carlos Loustau (ARG) |
| 24 juni WK 1990 Achtste finale № 469 «onderlinge duels» 21:00 uur (UTC+2) | Jürgen Klinsmann 51' Brehme 82' |       | 89' (pen.) Ronald Koeman | San Siro, Milaan Toeschouwers: 74.559 Scheidsrechter: Juan Carlos Loustau (ARG) |

|  |  |  |  |  |  |  |  |  |

|                                                                           |                    |       |           |                                                                                       |
| 26 september Vriendschappelijk № 470 «onderlinge duels» 20:15 uur (UTC+2) | Italië             | 1 – 0 | Nederland | Stadio La Favorita, Palermo Toeschouwers: 33.000 Scheidsrechter: Zoran Petrović (YUG) |
| 26 september Vriendschappelijk № 470 «onderlinge duels» 20:15 uur (UTC+2) | Roberto Baggio 45' |       |           | Stadio La Favorita, Palermo Toeschouwers: 33.000 Scheidsrechter: Zoran Petrović (YUG) |

|                                                                          |               |       |           |                                                                                        |
| 17 oktober EK 1992 kwalificatie № 471 «onderlinge duels» 21:00 uur (UTC) | Portugal      | 1 – 0 | Nederland | Estádio das Antas, Porto Toeschouwers: 17.198 Scheidsrechter: Siegfried Kirschen (FRG) |
| 17 oktober EK 1992 kwalificatie № 471 «onderlinge duels» 21:00 uur (UTC) | Rui Águas 54' |       |           | Estádio das Antas, Porto Toeschouwers: 17.198 Scheidsrechter: Siegfried Kirschen (FRG) |

|                                                                             |                                         |       |             |                                                                            |
| 21 november EK 1992 kwalificatie № 472 «onderlinge duels» 20:00 uur (UTC+1) | Nederland                               | 2 – 0 | Griekenland | De Kuip, Rotterdam Toeschouwers: 25.430 Scheidsrechter: Lajos Németh (HUN) |
| 21 november EK 1992 kwalificatie № 472 «onderlinge duels» 20:00 uur (UTC+1) | Dennis Bergkamp 8' Marco van Basten 19' |       |             | De Kuip, Rotterdam Toeschouwers: 25.430 Scheidsrechter: Lajos Németh (HUN) |

|                                                                             |       | |           |                                                                                     |
| 19 december EK 1992 kwalificatie № 473 «onderlinge duels» 14:30 uur (UTC+1) | Malta | 0 – 8 | Nederland | Ta' Qalistadion, Ta' Qali Toeschouwers: 15.000 Scheidsrechter: Rolf Blattmann (SUI) |
| 19 december EK 1992 kwalificatie № 473 «onderlinge duels» 14:30 uur (UTC+1) |       | 8' Marco van Basten 19' Marco van Basten 23' Marco van Basten 52' Aron Winter 59' Dennis Bergkamp 64' Marco van Basten 65' Dennis Bergkamp 81' (pen.) Marco van Basten |           | Ta' Qalistadion, Ta' Qali Toeschouwers: 15.000 Scheidsrechter: Rolf Blattmann (SUI) |

### 1991
|                                                                          |                             |       |       |                                                                             |
| 13 maart EK 1992 kwalificatie № 474 «onderlinge duels» 20:00 uur (UTC+1) | Nederland                   | 1 – 0 | Malta | De Kuip, Rotterdam Toeschouwers: 36.383 Scheidsrechter: Dušan Krchnák (TCH) |
| 13 maart EK 1992 kwalificatie № 474 «onderlinge duels» 20:00 uur (UTC+1) | Marco van Basten 31' (pen.) |       |       | De Kuip, Rotterdam Toeschouwers: 36.383 Scheidsrechter: Dušan Krchnák (TCH) |

|                                                                      |                                      |       |         |                                                                            |
| 17 april EK 1992 kwalificatie № 475 «onderlinge duels» 20:00 (UTC+2) | Nederland                            | 2 – 0 | Finland | De Kuip, Rotterdam Toeschouwers: 28.371 Scheidsrechter: Jan Damgaard (DEN) |
| 17 april EK 1992 kwalificatie № 475 «onderlinge duels» 20:00 (UTC+2) | Marco van Basten 10' Ruud Gullit 77' |       |         | De Kuip, Rotterdam Toeschouwers: 28.371 Scheidsrechter: Jan Damgaard (DEN) |

|                                                                    |                   |       |                   |                                                                                       |
| 5 juni EK 1992 kwalificatie № 476 «onderlinge duels» 19:00 (UTC+3) | Finland           | 1 – 1 | Nederland         | Olympisch Stadion, Helsinki Toeschouwers: 21.207 Scheidsrechter: Brian McGinlay (SCO) |
| 5 juni EK 1992 kwalificatie № 476 «onderlinge duels» 19:00 (UTC+3) | Erik Holmgren 77' |       | 60' Frank de Boer | Olympisch Stadion, Helsinki Toeschouwers: 21.207 Scheidsrechter: Brian McGinlay (SCO) |

|                                                                           |                     |       |                  |                                                                                          |
| 11 september Vriendschappelijk № 477 «onderlinge duels» 20:00 uur (UTC+2) | Nederland           | 1 – 1 | Polen            | Philips Stadion, Eindhoven Toeschouwers: 14.000 Scheidsrechter: Alphonse Costantin (BEL) |
| 11 september Vriendschappelijk № 477 «onderlinge duels» 20:00 uur (UTC+2) | Dennis Bergkamp 90' |       | 87' Jacek Ziober | Philips Stadion, Eindhoven Toeschouwers: 14.000 Scheidsrechter: Alphonse Costantin (BEL) |

|                                                                            |                      |       |          |                                                                               |
| 16 oktober EK 1992 kwalificatie № 478 «onderlinge duels» 20:00 uur (UTC+1) | Nederland            | 1 – 0 | Portugal | De Kuip, Rotterdam Toeschouwers: 40.057 Scheidsrechter: George Courtney (ENG) |
| 16 oktober EK 1992 kwalificatie № 478 «onderlinge duels» 20:00 uur (UTC+1) | Richard Witschge 20' |       |          | De Kuip, Rotterdam Toeschouwers: 40.057 Scheidsrechter: George Courtney (ENG) |

|                                                                            |             |                                     |           |                                                                                          |
| 4 december EK 1992 kwalificatie № 479 «onderlinge duels» 18:00 uur (UTC+2) | Griekenland | 0 – 2                               | Nederland | Kaftanzogliostadion, Thessaloniki Toeschouwers: 25.053 Scheidsrechter: Bo Karlsson (SWE) |
| 4 december EK 1992 kwalificatie № 479 «onderlinge duels» 18:00 uur (UTC+2) |             | 37' Dennis Bergkamp 87' Danny Blind |           | Kaftanzogliostadion, Thessaloniki Toeschouwers: 25.053 Scheidsrechter: Bo Karlsson (SWE) |

### 1992
|                                                                        |                                |       |           |                                                                                      |
| 12 februari Vriendschappelijk № 480 «onderlinge duels» 19:30 uur (UTC) | Portugal                       | 2 – 0 | Nederland | Estádio de São Luís, Faro Toeschouwers: 3.825 Scheidsrechter: Manuel Díaz Vega (ESP) |
| 12 februari Vriendschappelijk № 480 «onderlinge duels» 19:30 uur (UTC) | Oceano Cruz 3' César Brito 80' |       |           | Estádio de São Luís, Faro Toeschouwers: 3.825 Scheidsrechter: Manuel Díaz Vega (ESP) |

|                                                                   |                               |       |             |                                                                                          |
| 25 maart Vriendschappelijk № 481 «onderlinge duels» 20:00 (UTC+1) | Nederland                     | 2 – 0 | Joegoslavië | Stadion De Meer, Amsterdam Toeschouwers: 10.300 Scheidsrechter: Serge Muhmenthaler (SUI) |
| 25 maart Vriendschappelijk № 481 «onderlinge duels» 20:00 (UTC+1) | Wim Kieft 64' Jan Wouters 68' |       |             | Stadion De Meer, Amsterdam Toeschouwers: 10.300 Scheidsrechter: Serge Muhmenthaler (SUI) |

|                                                                     |                                                        |       |                                      |                                                                              |
| 27 mei Vriendschappelijk № 482 «onderlinge duels» 20:00 uur (UTC+2) | Nederland                                              | 3 – 2 | Oostenrijk                           | De Baandert, Sittard Toeschouwers: 16.000 Scheidsrechter: Rune Larsson (SWE) |
| 27 mei Vriendschappelijk № 482 «onderlinge duels» 20:00 uur (UTC+2) | Frank Rijkaard 24' Dennis Bergkamp 30' Ruud Gullit 85' |       | 32' Toni Polster 89' Frenk Schinkels | De Baandert, Sittard Toeschouwers: 16.000 Scheidsrechter: Rune Larsson (SWE) |

|                                                                     |                                                                 |       |       |                                                                                         |
| 30 mei Vriendschappelijk № 483 «onderlinge duels» 20:00 uur (UTC+2) | Nederland                                                       | 4 – 0 | Wales | Stadion Nieuw-Galgenwaard, Utrecht Toeschouwers: 18.009 Scheidsrechter: Esa Palsi (FIN) |
| 30 mei Vriendschappelijk № 483 «onderlinge duels» 20:00 uur (UTC+2) | Bryan Roy 15' Marco van Basten 36' Aron Winter 73' Wim Jonk 83' |       |       | Stadion Nieuw-Galgenwaard, Utrecht Toeschouwers: 18.009 Scheidsrechter: Esa Palsi (FIN) |

|                                                                     |                       |       |               |                                                                                         |
| 5 juni Vriendschappelijk № 484 «onderlinge duels» 20:30 uur (UTC+2) | Frankrijk             | 1 – 1 | Nederland     | Stade Félix Bollaert, Lens Toeschouwers: 40.000 Scheidsrechter: Hans-Jürgen Weber (SUI) |
| 5 juni Vriendschappelijk № 484 «onderlinge duels» 20:30 uur (UTC+2) | Jean-Pierre Papin 12' |       | 18' Bryan Roy | Stade Félix Bollaert, Lens Toeschouwers: 40.000 Scheidsrechter: Hans-Jürgen Weber (SUI) |

| Europees kampioenschap voetbal 1992 |
| ----------------------------------- |

|                                                                    |                     |       |           |                                                                         |
| 12 juni EK 1992 Groep B № 485 «onderlinge duels» 17:15 uur (UTC+2) | Nederland           | 1 – 0 | Schotland | Ullevi, Göteborg Toeschouwers: 35.720 Scheidsrechter: Bo Karlsson (SWE) |
| 12 juni EK 1992 Groep B № 485 «onderlinge duels» 17:15 uur (UTC+2) | Dennis Bergkamp 75' |       |           | Ullevi, Göteborg Toeschouwers: 35.720 Scheidsrechter: Bo Karlsson (SWE) |

|                                                                    |           |       |     |                                                                             |
| 15 juni EK 1992 Groep B № 486 «onderlinge duels» 20:15 uur (UTC+2) | Nederland | 0 – 0 | GOS | Ullevi, Göteborg Toeschouwers: 34.400 Scheidsrechter: Peter Mikkelsen (DEN) |
| 15 juni EK 1992 Groep B № 486 «onderlinge duels» 20:15 uur (UTC+2) |           |       |     | Ullevi, Göteborg Toeschouwers: 34.400 Scheidsrechter: Peter Mikkelsen (DEN) |

|                                                                    |                                                        |       |                      |                                                                                |
| 18 juni EK 1992 Groep B № 487 «onderlinge duels» 20:15 uur (UTC+2) | Nederland                                              | 3 – 1 | West-Duitsland       | Ullevi, Göteborg Toeschouwers: 37.725 Scheidsrechter: Pierluigi Pairetto (ITA) |
| 18 juni EK 1992 Groep B № 487 «onderlinge duels» 20:15 uur (UTC+2) | Frank Rijkaard 4' Rob Witschge 15' Dennis Bergkamp 72' |       | 53' Jürgen Klinsmann | Ullevi, Göteborg Toeschouwers: 37.725 Scheidsrechter: Pierluigi Pairetto (ITA) |

|                                                                         |                                                                            |              |                                                                        |                                                                                    |
| 22 juni EK 1992 Halve finale № 488 «onderlinge duels» 20:15 uur (UTC+2) | Denemarken                                                                 | 2 – 2 (n.v.) | Nederland                                                              | Ullevi Stadion, Göteborg Toeschouwers: 37.450 Scheidsrechter: Emilio Soriano (ESP) |
| 22 juni EK 1992 Halve finale № 488 «onderlinge duels» 20:15 uur (UTC+2) | Henrik Larsen 5' Henrik Larsen 32'                                         |              | 23' Dennis Bergkamp 85' Frank Rijkaard                                 | Ullevi Stadion, Göteborg Toeschouwers: 37.450 Scheidsrechter: Emilio Soriano (ESP) |
| 22 juni EK 1992 Halve finale № 488 «onderlinge duels» 20:15 uur (UTC+2) | Strafschoppen                                                              |              |                                                                        | Ullevi Stadion, Göteborg Toeschouwers: 37.450 Scheidsrechter: Emilio Soriano (ESP) |
| 22 juni EK 1992 Halve finale № 488 «onderlinge duels» 20:15 uur (UTC+2) | Ronald Koeman Marco van Basten Dennis Bergkamp Frank Rijkaard Rob Witschge | 4–5          | Henrik Larsen Flemming Povlsen Lars Elstrup Kim Vilfort Kim Christofte | Ullevi Stadion, Göteborg Toeschouwers: 37.450 Scheidsrechter: Emilio Soriano (ESP) |

|  |  |  |  |  |  |  |  |  |

|                                                                          |                                                            |       |                                              |                                                                                   |
| 9 september Vriendschappelijk № 489 «onderlinge duels» 20:00 uur (UTC+2) | Nederland                                                  | 2 – 3 | Italië                                       | Philips Stadion, Eindhoven Toeschouwers: 12.800 Scheidsrechter: Markus Merk (GER) |
| 9 september Vriendschappelijk № 489 «onderlinge duels» 20:00 uur (UTC+2) | Dennis Bergkamp 4' Dennis Bergkamp 21' Gianluca Vialli 77' |       | 29' Stefano Eranio 41' (pen.) Roberto Baggio | Philips Stadion, Eindhoven Toeschouwers: 12.800 Scheidsrechter: Markus Merk (GER) |

|                                                                              |                                           |       |                     |                                                                              |
| 23 september WK 1994 kwalificatie № 490 «onderlinge duels» 20:00 uur (UTC+2) | Noorwegen                                 | 2 – 1 | Nederland           | Ullevaalstadion, Oslo Toeschouwers: 19.998 Scheidsrechter: Rémi Harrel (FRA) |
| 23 september WK 1994 kwalificatie № 490 «onderlinge duels» 20:00 uur (UTC+2) | Kjetil Rekdal 9' (pen.) Gøran Sørloth 78' |       | 10' Dennis Bergkamp | Ullevaalstadion, Oslo Toeschouwers: 19.998 Scheidsrechter: Rémi Harrel (FRA) |

|                                                                       |                                           |       |                                            |                                                                                          |
| 14 oktober WK-kwalificatie № 491 «onderlinge duels» 20:00 uur (UTC+1) | Nederland                                 | 2 – 2 | Polen                                      | Stadion De Kuip, Rotterdam Toeschouwers: 14.500 Scheidsrechter: Arcangele Pezzella (ITA) |
| 14 oktober WK-kwalificatie № 491 «onderlinge duels» 20:00 uur (UTC+1) | Peter van Vossen 44' Peter van Vossen 48' |       | 19' Marek Koźmiński 21' Wojciech Kowalczyk | Stadion De Kuip, Rotterdam Toeschouwers: 14.500 Scheidsrechter: Arcangele Pezzella (ITA) |

|                                                                             |                 |       |                                                           |                                                                                         |
| 16 december WK 1994 kwalificatie № 492 «onderlinge duels» 18:00 uur (UTC+2) | Turkije         | 1 – 3 | Nederland                                                 | BJK Inönüstadion, Istanbul Toeschouwers: 7.585 Scheidsrechter: Kurt Röthlisberger (SUI) |
| 16 december WK 1994 kwalificatie № 492 «onderlinge duels» 18:00 uur (UTC+2) | Feyyaz Uçar 60' |       | 58' Peter van Vossen 59' Ruud Gullit 87' Peter van Vossen | BJK Inönüstadion, Istanbul Toeschouwers: 7.585 Scheidsrechter: Kurt Röthlisberger (SUI) |

### 1993
|                                                                             |                                                    |       |                        |                                                                                                 |
| 24 februari WK 1994 kwalificatie № 493 «onderlinge duels» 20:15 uur (UTC+1) | Nederland                                          | 3 – 1 | Turkije                | Stadion Nieuw-Galgenwaard, Utrecht Toeschouwers: 13.000 Scheidsrechter: Antonio Navarrete (ESP) |
| 24 februari WK 1994 kwalificatie № 493 «onderlinge duels» 20:15 uur (UTC+1) | Marc Overmars 4' Rob Witschge 37' Rob Witschge 57' |       | 36' (pen.) Feyyaz Uçar | Stadion Nieuw-Galgenwaard, Utrecht Toeschouwers: 13.000 Scheidsrechter: Antonio Navarrete (ESP) |

|                                                                          | |       |            |                                                                                            |
| 24 maart WK 1994 kwalificatie № 494 «onderlinge duels» 20:15 uur (UTC+1) | Nederland | 6 – 0 | San Marino | Stadion Nieuw-Galgenwaard, Utrecht Toeschouwers: 12.500 Scheidsrechter: Gerd Grabher (AUT) |
| 24 maart WK 1994 kwalificatie № 494 «onderlinge duels» 20:15 uur (UTC+1) | John van den Brom 3' Claudio Canti 29' (e.d.) John de Wolf 53' Ronald de Boer 67' (pen.) Peter van Vossen 78' John de Wolf 83' |       |            | Stadion Nieuw-Galgenwaard, Utrecht Toeschouwers: 12.500 Scheidsrechter: Gerd Grabher (AUT) |

|                                                                          |                                |       |                                                 |                                                                                    |
| 28 april WK 1994 kwalificatie № 495 «onderlinge duels» 20:00 uur (UTC+1) | Engeland                       | 2 – 2 | Nederland                                       | Wembley Stadium, Londen Toeschouwers: 75.000 Scheidsrechter: Peter Mikkelsen (DEN) |
| 28 april WK 1994 kwalificatie № 495 «onderlinge duels» 20:00 uur (UTC+1) | John Barnes 2' David Platt 24' |       | 34' Dennis Bergkamp 85' (pen.) Peter van Vossen | Wembley Stadium, Londen Toeschouwers: 75.000 Scheidsrechter: Peter Mikkelsen (DEN) |

|                                                                        |           |       |           |                                                                               |
| 9 juni WK 1994 kwalificatie № 496 «onderlinge duels» 20:15 uur (UTC+2) | Nederland | 0 – 0 | Noorwegen | De Kuip, Rotterdam Toeschouwers: 42.600 Scheidsrechter: Vasilis Nikakis (GRE) |
| 9 juni WK 1994 kwalificatie № 496 «onderlinge duels» 20:15 uur (UTC+2) |           |       |           | De Kuip, Rotterdam Toeschouwers: 42.600 Scheidsrechter: Vasilis Nikakis (GRE) |

|                                                                              |            | |           |                                                                                         |
| 22 september WK 1994 kwalificatie № 497 «onderlinge duels» 20:15 uur (UTC+2) | San Marino | 0 – 7 | Nederland | Stadio Renato Dall'Ara, Bologna Toeschouwers: 3.340 Scheidsrechter: Charles Agius (MLT) |
| 22 september WK 1994 kwalificatie № 497 «onderlinge duels» 20:15 uur (UTC+2) |            | 1' John Bosman 21' Wim Jonk 43' Wim Jonk 51' Ronald de Boer 68' John Bosman 76' John Bosman 81' (pen.) Ronald de Boer |           | Stadio Renato Dall'Ara, Bologna Toeschouwers: 3.340 Scheidsrechter: Charles Agius (MLT) |

|                                                                            |                                       |       |          |                                                                                      |
| 13 oktober WK 1994 kwalificatie № 498 «onderlinge duels» 20:15 uur (UTC+1) | Nederland                             | 2 – 0 | Engeland | De Kuip, Rotterdam Toeschouwers: 42.500 Scheidsrechter: Karl-Josef Assenmacher (GER) |
| 13 oktober WK 1994 kwalificatie № 498 «onderlinge duels» 20:15 uur (UTC+1) | Ronald Koeman 61' Dennis Bergkamp 68' |       |          | De Kuip, Rotterdam Toeschouwers: 42.500 Scheidsrechter: Karl-Josef Assenmacher (GER) |

|                                                                             |                   |       |                                                            |                                                                                 |
| 17 november WK 1994 kwalificatie № 499 «onderlinge duels» 20:00 uur (UTC+1) | Polen             | 1 – 3 | Nederland                                                  | Stadion Miejski, Poznań Toeschouwers: 17.000 Scheidsrechter: Leif Sundell (SWE) |
| 17 november WK 1994 kwalificatie № 499 «onderlinge duels» 20:00 uur (UTC+1) | Marek Leśniak 13' |       | 10' Dennis Bergkamp 68' Dennis Bergkamp 88' Ronald de Boer | Stadion Miejski, Poznań Toeschouwers: 17.000 Scheidsrechter: Leif Sundell (SWE) |

### 1994
|                                                                         |                                       |       |                                      |                                                                               |
| 19 januari Vriendschappelijk № 500 «onderlinge duels» 20:15 uur (UTC+1) | Tunesië                               | 2 – 2 | Nederland                            | Stade El Menzah, Tunis Toeschouwers: 26.557 Scheidsrechter: Yahya Hadqa (MAR) |
| 19 januari Vriendschappelijk № 500 «onderlinge duels» 20:15 uur (UTC+1) | Faouai Rouissi 11' Ayedi Hamrouni 50' |       | 31' Frank Rijkaard 59' Ronald Koeman | Stade El Menzah, Tunis Toeschouwers: 26.557 Scheidsrechter: Yahya Hadqa (MAR) |

|                                                                     |           |               |           |                                                                                     |
| 23 maart Vriendschappelijk № 501 «onderlinge duels» 20:00 uur (UTC) | Schotland | 0 – 1         | Nederland | Hampden Park, Glasgow Toeschouwers: 36.809 Scheidsrechter: Kim Milton Nielsen (DEN) |
| 23 maart Vriendschappelijk № 501 «onderlinge duels» 20:00 uur (UTC) |           | 23' Bryan Roy |           | Hampden Park, Glasgow Toeschouwers: 36.809 Scheidsrechter: Kim Milton Nielsen (DEN) |

|                                                                       |           |                 |         |                                                                                              |
| 20 april Vriendschappelijk № 502 «onderlinge duels» 20:15 uur (UTC+2) | Nederland | 0 – 1           | Ierland | Koning Willem II Stadion, Tilburg Toeschouwers: 14.000 Scheidsrechter: Hartmut Strampe (GER) |
| 20 april Vriendschappelijk № 502 «onderlinge duels» 20:15 uur (UTC+2) |           | 55' Tommy Coyne |         | Koning Willem II Stadion, Tilburg Toeschouwers: 14.000 Scheidsrechter: Hartmut Strampe (GER) |

|                                                                     |                                                            |       |                    |                                                                                         |
| 27 mei Vriendschappelijk № 503 «onderlinge duels» 20:15 uur (UTC+2) | Nederland                                                  | 3 – 1 | Schotland          | Stadion Nieuw-Galgenwaard, Utrecht Toeschouwers: 17.500 Scheidsrechter: Juan Roca (ESP) |
| 27 mei Vriendschappelijk № 503 «onderlinge duels» 20:15 uur (UTC+2) | Bryan Roy 17' Peter van Vossen 62' Brian Irvine 71' (e.d.) |       | 81' Duncan Shearer | Stadion Nieuw-Galgenwaard, Utrecht Toeschouwers: 17.500 Scheidsrechter: Juan Roca (ESP) |

|                                                                     | |       |                       |                                                                                     |
| 1 juni Vriendschappelijk № 504 «onderlinge duels» 20:15 uur (UTC+2) | Nederland | 7 – 1 | Hongarije             | Philips Stadion, Eindhoven Toeschouwers: 27.450 Scheidsrechter: David Elleray (ENG) |
| 1 juni Vriendschappelijk № 504 «onderlinge duels» 20:15 uur (UTC+2) | Dennis Bergkamp 13' Bryan Roy 18' Ronald Koeman 19' (pen.) Gaston Taument 47' Frank Rijkaard 59' Frank Rijkaard 79' Dennis Bergkamp 88' |       | 10' (pen.) Béla Illés | Philips Stadion, Eindhoven Toeschouwers: 27.450 Scheidsrechter: David Elleray (ENG) |

|                                                                      |        |                                                         |           |                                                                               |
| 12 juni Vriendschappelijk № 505 «onderlinge duels» 13:30 uur (UTC−4) | Canada | 0 – 3                                                   | Nederland | Varsity Stadium, Toronto Toeschouwers: 20.104 Scheidsrechter: Mike Reed (ENG) |
| 12 juni Vriendschappelijk № 505 «onderlinge duels» 13:30 uur (UTC−4) |        | 7' Dennis Bergkamp 13' Marc Overmars 37' Frank Rijkaard |           | Varsity Stadium, Toronto Toeschouwers: 20.104 Scheidsrechter: Mike Reed (ENG) |

| Wereldkampioenschap voetbal 1994 |
| -------------------------------- |

|                                                                    |                                 |       |               |                                                                                          |
| 20 juni WK 1994 Groep F № 506 «onderlinge duels» 19:30 uur (UTC−4) | Nederland                       | 2 – 1 | Saoedi-Arabië | RFK Stadium, Washington D.C. Toeschouwers: 50.535 Scheidsrechter: Manuel Díaz Vega (ESP) |
| 20 juni WK 1994 Groep F № 506 «onderlinge duels» 19:30 uur (UTC−4) | Wim Jonk 50' Gaston Taument 86' |       | 18' Fuad Amin | RFK Stadium, Washington D.C. Toeschouwers: 50.535 Scheidsrechter: Manuel Díaz Vega (ESP) |

|                                                                    |                     |       |           |                                                                                  |
| 25 juni WK 1994 Groep F № 507 «onderlinge duels» 12:30 uur (UTC−4) | België              | 1 – 0 | Nederland | Citrus Bowl, Orlando Toeschouwers: 62.387 Scheidsrechter: Renato Marsiglia (BRA) |
| 25 juni WK 1994 Groep F № 507 «onderlinge duels» 12:30 uur (UTC−4) | Philippe Albert 65' |       |           | Citrus Bowl, Orlando Toeschouwers: 62.387 Scheidsrechter: Renato Marsiglia (BRA) |

|                                                                    |                  |       |                                   |                                                                                |
| 29 juni WK 1994 Groep F № 508 «onderlinge duels» 12:30 uur (UTC−4) | Marokko          | 1 – 2 | Nederland                         | Citrus Bowl, Orlando Toeschouwers: 60.578 Scheidsrechter: Alberto Tejada (PER) |
| 29 juni WK 1994 Groep F № 508 «onderlinge duels» 12:30 uur (UTC−4) | Hassan Nader 47' |       | 43' Dennis Bergkamp 77' Bryan Roy | Citrus Bowl, Orlando Toeschouwers: 60.578 Scheidsrechter: Alberto Tejada (PER) |

|                                                                          |                                  |       |         |                                                                                 |
| 4 juli WK 1994 Achtste finale № 509 «onderlinge duels» 12:00 uur (UTC−4) | Nederland                        | 2 – 0 | Ierland | Citrus Bowl, Orlando Toeschouwers: 61.355 Scheidsrechter: Peter Mikkelsen (DEN) |
| 4 juli WK 1994 Achtste finale № 509 «onderlinge duels» 12:00 uur (UTC−4) | Dennis Bergkamp 11' Wim Jonk 41' |       |         | Citrus Bowl, Orlando Toeschouwers: 61.355 Scheidsrechter: Peter Mikkelsen (DEN) |

|                                                                       |                                     |       |                                   |                                                                                |
| 9 juli WK 1994 Kwartfinale № 510 «onderlinge duels» 14:30 uur (UTC−5) | Nederland                           | 2 – 3 | Brazilië                          | Cotton Bowl, Dallas Toeschouwers: 63.500 Scheidsrechter: Rodrigo Badilla (CRC) |
| 9 juli WK 1994 Kwartfinale № 510 «onderlinge duels» 14:30 uur (UTC−5) | Dennis Bergkamp 64' Aron Winter 76' |       | 53' Romário 63' Bebeto 81' Branco | Cotton Bowl, Dallas Toeschouwers: 63.500 Scheidsrechter: Rodrigo Badilla (CRC) |

|  |  |  |  |  |  |  |  |  |

|                                                                             |           |                                                                  |           |                                                                                     |
| 7 september EK 1996 kwalificatie № 511 «onderlinge duels» 20:15 uur (UTC+2) | Luxemburg | 0 – 4                                                            | Nederland | Stade Josy Barthel, Luxemburg Toeschouwers: 8.120 Scheidsrechter: Alan Snoddy (NIR) |
| 7 september EK 1996 kwalificatie № 511 «onderlinge duels» 20:15 uur (UTC+2) |           | 23' Bryan Roy 65' Ronald de Boer 67' Ronald de Boer 90' Wim Jonk |           | Stade Josy Barthel, Luxemburg Toeschouwers: 8.120 Scheidsrechter: Alan Snoddy (NIR) |

|                                                                            |                          |       |               |                                                                                |
| 12 oktober EK 1996 kwalificatie № 512 «onderlinge duels» 19:45 uur (UTC+1) | Noorwegen                | 1 – 1 | Nederland     | Ullevaalstadion, Oslo Toeschouwers: 22.293 Scheidsrechter: Jim McCluskey (SCO) |
| 12 oktober EK 1996 kwalificatie № 512 «onderlinge duels» 19:45 uur (UTC+1) | Kjetil Rekdal 52' (pen.) |       | 22' Bryan Roy | Ullevaalstadion, Oslo Toeschouwers: 22.293 Scheidsrechter: Jim McCluskey (SCO) |

|                                                                         |           |       |          |                                                                           |
| 16 november EK 1996 kwalificatie № 513 «onderlinge duels» 20:15 (UTC+1) | Nederland | 0 – 0 | Tsjechië | De Kuip, Rotterdam Toeschouwers: 42.000 Scheidsrechter: Sándor Puhl (HUN) |
| 16 november EK 1996 kwalificatie № 513 «onderlinge duels» 20:15 (UTC+1) |           |       |          | De Kuip, Rotterdam Toeschouwers: 42.000 Scheidsrechter: Sándor Puhl (HUN) |

|                                                                               |                                                                                    |       |           |                                                                             |
| 14 december EK 1996 kwalificatie № 514 «onderlinge duels» 20:15 uur (UTC+1)r] | Nederland                                                                          | 5 – 0 | Luxemburg | De Kuip, Rotterdam Toeschouwers: 26.000 Scheidsrechter: Daniel Roduit (SUI) |
| 14 december EK 1996 kwalificatie № 514 «onderlinge duels» 20:15 uur (UTC+1)r] | Youri Mulder 7' Bryan Roy 17' Wim Jonk 40' Ronald de Boer 52' Clarence Seedorf 90' |       |           | De Kuip, Rotterdam Toeschouwers: 26.000 Scheidsrechter: Daniel Roduit (SUI) |

### 1995
|                                                                         |           |                  |           |                                                                                             |
| 18 januari Vriendschappelijk № 515 «onderlinge duels» 20:45 uur (UTC+1) | Nederland | 0 – 1            | Frankrijk | Stadion Nieuw-Galgenwaard, Utrecht Toeschouwers: 12.400 Scheidsrechter: Michel Piraux (BEL) |
| 18 januari Vriendschappelijk № 515 «onderlinge duels» 20:45 uur (UTC+1) |           | 44' Patrice Loko |           | Stadion Nieuw-Galgenwaard, Utrecht Toeschouwers: 12.400 Scheidsrechter: Michel Piraux (BEL) |

|                                                                          |           |                  |          |                                                                                        |
| 22 februari Vriendschappelijk № 516 «onderlinge duels» 20:15 uur (UTC+1) | Nederland | 0 – 1            | Portugal | Philips Stadion, Eindhoven Toeschouwers: 25.300 Scheidsrechter: Gilles Veissière (FRA) |
| 22 februari Vriendschappelijk № 516 «onderlinge duels» 20:15 uur (UTC+1) |           | 8' Pedro Barbosa |          | Philips Stadion, Eindhoven Toeschouwers: 25.300 Scheidsrechter: Gilles Veissière (FRA) |

|                                                                          |                                                                                      |       |       |                                                                                  |
| 29 maart EK 1996 kwalificatie № 517 «onderlinge duels» 20:15 uur (UTC+2) | Nederland                                                                            | 4 – 0 | Malta | De Kuip, Rotterdam Toeschouwers: 30.288 Scheidsrechter: Gylfi Thor Orrason (ISL) |
| 29 maart EK 1996 kwalificatie № 517 «onderlinge duels» 20:15 uur (UTC+2) | Clarence Seedorf 39' Dennis Bergkamp 78' (pen.) Aron Winter 80' Patrick Kluivert 85' |       |       | De Kuip, Rotterdam Toeschouwers: 30.288 Scheidsrechter: Gylfi Thor Orrason (ISL) |

|                                                                      |                                                         |       |             |                                                                             |
| 26 april EK 1996 kwalificatie № 518 «onderlinge duels» 20:15 (UTC+2) | Tsjechië                                                | 3 – 1 | Nederland   | Stadion Letná, Praag Toeschouwers: 17.463 Scheidsrechter: Helmut Krug (GER) |
| 26 april EK 1996 kwalificatie № 518 «onderlinge duels» 20:15 (UTC+2) | Tomáš Skuhravý 49' Václav Nemecek 58' Patrik Berger 62' |       | 7' Wim Jonk | Stadion Letná, Praag Toeschouwers: 17.463 Scheidsrechter: Helmut Krug (GER) |

|                                                                        |                         |       |           |                                                                                  |
| 7 juni EK 1996 kwalificatie № 519 «onderlinge duels» 20:00 uur (UTC+3) | Wit-Rusland             | 1 – 0 | Nederland | Dinamostadion, Minsk Toeschouwers: 20.633 Scheidsrechter: Adrian Porumboiu (ROU) |
| 7 juni EK 1996 kwalificatie № 519 «onderlinge duels» 20:00 uur (UTC+3) | Syarhey Hyerasimets 27' |       |           | Dinamostadion, Minsk Toeschouwers: 20.633 Scheidsrechter: Adrian Porumboiu (ROU) |

|                                                                             |                  |       |             |                                                                               |
| 6 september EK 1996 kwalificatie № 520 «onderlinge duels» 20:15 uur (UTC+2) | Nederland        | 1 – 0 | Wit-Rusland | De Kuip, Rotterdam Toeschouwers: 18.830 Scheidsrechter: Robert Sedlacek (AUT) |
| 6 september EK 1996 kwalificatie № 520 «onderlinge duels» 20:15 uur (UTC+2) | Joeri Mulder 83' |       |             | De Kuip, Rotterdam Toeschouwers: 18.830 Scheidsrechter: Robert Sedlacek (AUT) |

|                                                                            |       |                                                                            |           |                                                                                        |
| 11 oktober EK 1996 kwalificatie № 521 «onderlinge duels» 20:00 uur (UTC+1) | Malta | 0 – 4                                                                      | Nederland | Ta' Qalistadion, Ta' Qali Toeschouwers: 8.000 Scheidsrechter: Kim Milton Nielsen (DEN) |
| 11 oktober EK 1996 kwalificatie № 521 «onderlinge duels» 20:00 uur (UTC+1) |       | 53' Marc Overmars 60' Marc Overmars 65' Marc Overmars 83' Clarence Seedorf |           | Ta' Qalistadion, Ta' Qali Toeschouwers: 8.000 Scheidsrechter: Kim Milton Nielsen (DEN) |

|                                                                             |                                                         |       |           |                                                                                |
| 15 november EK 1996 kwalificatie № 522 «onderlinge duels» 20:05 uur (UTC+1) | Nederland                                               | 3 – 0 | Noorwegen | De Kuip, Rotterdam Toeschouwers: 42.325 Scheidsrechter: Dermot Gallagher (ENG) |
| 15 november EK 1996 kwalificatie № 522 «onderlinge duels» 20:05 uur (UTC+1) | Clarence Seedorf 48' Youri Mulder 88' Marc Overmars 89' |       |           | De Kuip, Rotterdam Toeschouwers: 42.325 Scheidsrechter: Dermot Gallagher (ENG) |

|                                                                                    |                                           |       |         |                                                                                 |
| 13 december EK 1996 kwalificatie Play-off № 523 «onderlinge duels» 20:00 uur (UTC) | Nederland                                 | 2 – 0 | Ierland | Anfield Road, Liverpool Toeschouwers: 40.250 Scheidsrechter: Vadzim Zjoek (BLR) |
| 13 december EK 1996 kwalificatie Play-off № 523 «onderlinge duels» 20:00 uur (UTC) | Patrick Kluivert 28' Patrick Kluivert 88' |       |         | Anfield Road, Liverpool Toeschouwers: 40.250 Scheidsrechter: Vadzim Zjoek (BLR) |

### 1996
|                                                                       |           |                             |           |                                                                                 |
| 24 april Vriendschappelijk № 524 «onderlinge duels» 20:30 uur (UTC+2) | Nederland | 0 – 1                       | Duitsland | De Kuip, Rotterdam Toeschouwers: 27.000 Scheidsrechter: Pierluigi Collina (ITA) |
| 24 april Vriendschappelijk № 524 «onderlinge duels» 20:30 uur (UTC+2) |           | 19' (pen.) Jürgen Klinsmann |           | De Kuip, Rotterdam Toeschouwers: 27.000 Scheidsrechter: Pierluigi Collina (ITA) |

|                                                                     |                                          |       |       |                                                                                             |
| 29 mei Vriendschappelijk № 525 «onderlinge duels» 20:15 uur (UTC+2) | Nederland                                | 2 – 0 | China | Koning Willem II Stadion, Tilburg Toeschouwers: 12.400 Scheidsrechter: Brendan Shorte (IRL) |
| 29 mei Vriendschappelijk № 525 «onderlinge duels» 20:15 uur (UTC+2) | Aron Winter 41' Johan de Kock 90' (pen.) |       |       | Koning Willem II Stadion, Tilburg Toeschouwers: 12.400 Scheidsrechter: Brendan Shorte (IRL) |

|                                                                     |                                                           |       |                |                                                                           |
| 4 juni Vriendschappelijk № 526 «onderlinge duels» 20:15 uur (UTC+2) | Nederland                                                 | 3 – 1 | Ierland        | De Kuip, Rotterdam Toeschouwers: 15.002 Scheidsrechter: Finn Lambek (DEN) |
| 4 juni Vriendschappelijk № 526 «onderlinge duels» 20:15 uur (UTC+2) | Dennis Bergkamp 26' Clarence Seedorf 76' Phillip Cocu 87' |       | 13' Gary Breen | De Kuip, Rotterdam Toeschouwers: 15.002 Scheidsrechter: Finn Lambek (DEN) |

| Europees kampioenschap voetbal 1996 |
| ----------------------------------- |

|                                                                    |           |       |           |                                                                                |
| 10 juni EK 1996 Groep A № 527 «onderlinge duels» 16:30 uur (UTC+1) | Nederland | 0 – 0 | Schotland | Villa Park, Birmingham Toeschouwers: 34.363 Scheidsrechter: Leif Sundell (SWE) |
| 10 juni EK 1996 Groep A № 527 «onderlinge duels» 16:30 uur (UTC+1) |           |       |           | Villa Park, Birmingham Toeschouwers: 34.363 Scheidsrechter: Leif Sundell (SWE) |

|                                                                    |                                       |       |             |                                                                                 |
| 13 juni EK 1996 Groep A № 528 «onderlinge duels» 19:30 uur (UTC+1) | Nederland                             | 2 – 0 | Zwitserland | Villa Park, Birmingham Toeschouwers: 36.751 Scheidsrechter: Atanas Uzunov (BUL) |
| 13 juni EK 1996 Groep A № 528 «onderlinge duels» 19:30 uur (UTC+1) | Jordi Cruijff 66' Dennis Bergkamp 79' |       |             | Villa Park, Birmingham Toeschouwers: 36.751 Scheidsrechter: Atanas Uzunov (BUL) |

|                                                                    |                                                                                    |       |                      |                                                                                 |
| 18 juni EK 1996 Groep A № 529 «onderlinge duels» 19:30 uur (UTC+1) | Engeland                                                                           | 4 – 1 | Nederland            | Wembley Stadium, Londen Toeschouwers: 76.798 Scheidsrechter: Gerd Grabher (AUT) |
| 18 juni EK 1996 Groep A № 529 «onderlinge duels» 19:30 uur (UTC+1) | Alan Shearer 22' (pen.) Teddy Sheringham 51' Alan Shearer 57' Teddy Sheringham 62' |       | 77' Patrick Kluivert | Wembley Stadium, Londen Toeschouwers: 76.798 Scheidsrechter: Gerd Grabher (AUT) |

|                                                                        |                                                                               |              |                                                                            |                                                                                        |
| 22 juni EK 1996 Kwartfinale № 543 «onderlinge duels» 18:30 uur (UTC+1) | Frankrijk                                                                     | 0 – 0 (n.v.) | Nederland                                                                  | Anfield Road, Liverpool Toeschouwers: 37.465 Scheidsrechter: Antonio López Nieto (ESP) |
| 22 juni EK 1996 Kwartfinale № 543 «onderlinge duels» 18:30 uur (UTC+1) |                                                                               |              |                                                                            | Anfield Road, Liverpool Toeschouwers: 37.465 Scheidsrechter: Antonio López Nieto (ESP) |
| 22 juni EK 1996 Kwartfinale № 543 «onderlinge duels» 18:30 uur (UTC+1) | Strafschoppen                                                                 |              |                                                                            | Anfield Road, Liverpool Toeschouwers: 37.465 Scheidsrechter: Antonio López Nieto (ESP) |
| 22 juni EK 1996 Kwartfinale № 543 «onderlinge duels» 18:30 uur (UTC+1) | Zinédine Zidane Youri Djorkaeff Bixente Lizarazu Vincent Guérin Laurent Blanc | 5–4          | Johan de Kock Ronald de Boer Patrick Kluivert Clarence Seedorf Danny Blind | Anfield Road, Liverpool Toeschouwers: 37.465 Scheidsrechter: Antonio López Nieto (ESP) |

|  |  |  |  |  |  |  |  |  |

|                                                                          |                                             |       |                           |                                                                                   |
| 31 augustus Vriendschappelijk № 531 «onderlinge duels» 20:00 uur (UTC+2) | Nederland                                   | 2 – 2 | Brazilië                  | Amsterdam ArenA, Amsterdam Toeschouwers: 27.500 Scheidsrechter: Hugh Dallas (SCO) |
| 31 augustus Vriendschappelijk № 531 «onderlinge duels» 20:00 uur (UTC+2) | Ronald de Boer 52' Jean-Paul van Gastel 90' |       | 13' Giovanni 55' Marcello | Amsterdam ArenA, Amsterdam Toeschouwers: 27.500 Scheidsrechter: Hugh Dallas (SCO) |

|                                                                           |                   |       |                                                                      |                                                                                           |
| 5 oktober WK 1998 kwalificatie № 532 «onderlinge duels» 19:00 uur (UTC+1) | Wales             | 1 – 3 | Nederland                                                            | Cardiff Arms Park, Cardiff Toeschouwers: 38.000 Scheidsrechter: Antonio López Nieto (ESP) |
| 5 oktober WK 1998 kwalificatie № 532 «onderlinge duels» 19:00 uur (UTC+1) | Dean Saunders 18' |       | 72' Pierre van Hooijdonk 75' Pierre van Hooijdonk 80' Ronald de Boer | Cardiff Arms Park, Cardiff Toeschouwers: 38.000 Scheidsrechter: Antonio López Nieto (ESP) |

|                                                                            | |       |                   |                                                                                          |
| 9 november WK 1998 kwalificatie № 533 «onderlinge duels» 20:00 uur (UTC+1) | Nederland | 7 – 1 | Wales             | Philips Stadion, Eindhoven Toeschouwers: 26.210 Scheidsrechter: Vítor Melo Pereira (POR) |
| 9 november WK 1998 kwalificatie № 533 «onderlinge duels» 20:00 uur (UTC+1) | Dennis Bergkamp 22' Ronald de Boer 33' Wim Jonk 34' Frank de Boer 45' Phillip Cocu 62' Dennis Bergkamp 73' Dennis Bergkamp 79' |       | 40' Dean Saunders | Philips Stadion, Eindhoven Toeschouwers: 26.210 Scheidsrechter: Vítor Melo Pereira (POR) |

|                                                                             |        |                                                              |           |                                                                                                |
| 14 december WK 1998 kwalificatie № 534 «onderlinge duels» 20:00 uur (UTC+1) | België | 0 – 3                                                        | Nederland | Koning Boudewijnstadion, Brussel Toeschouwers: 36.953 Scheidsrechter: Pierluigi Pairetto (ITA) |
| 14 december WK 1998 kwalificatie № 534 «onderlinge duels» 20:00 uur (UTC+1) |        | 24' Dennis Bergkamp 28' Clarence Seedorf 89' (pen.) Wim Jonk |           | Koning Boudewijnstadion, Brussel Toeschouwers: 36.953 Scheidsrechter: Pierluigi Pairetto (ITA) |

### 1997
|                                                                          |                                   |       |                    |                                                                                    |
| 26 februari Vriendschappelijk № 535 «onderlinge duels» 20:45 uur (UTC+1) | Frankrijk                         | 2 – 1 | Nederland          | Parc des Princes, Parijs Toeschouwers: 35.331 Scheidsrechter: Ryszard Wójcik (POL) |
| 26 februari Vriendschappelijk № 535 «onderlinge duels» 20:45 uur (UTC+1) | Robert Pirès 75' Patrice Loko 83' |       | 3' Dennis Bergkamp | Parc des Princes, Parijs Toeschouwers: 35.331 Scheidsrechter: Ryszard Wójcik (POL) |

|                                                                          |                                                                                    |       |            |                                                                                  |
| 29 maart WK 1998 kwalificatie № 536 «onderlinge duels» 20:00 uur (UTC+1) | Nederland                                                                          | 4 – 0 | San Marino | Amsterdam ArenA, Amsterdam Toeschouwers: 47.000 Scheidsrechter: Amit Klein (ISR) |
| 29 maart WK 1998 kwalificatie № 536 «onderlinge duels» 20:00 uur (UTC+1) | Patrick Kluivert 44' Frank de Boer 59' Pierre van Hooijdonk 81' Frank de Boer, 90' |       |            | Amsterdam ArenA, Amsterdam Toeschouwers: 47.000 Scheidsrechter: Amit Klein (ISR) |

|                                                                         |                 |       |           |                                                                                    |
| 2 april WK 1998 kwalificatie № 537 «onderlinge duels» 20:30 uur (UTC+3) | Turkije         | 1 – 0 | Nederland | Bursa Atatürkstadion, Bursa Toeschouwers: 17.000 Scheidsrechter: Manuel Vega (ESP) |
| 2 april WK 1998 kwalificatie № 537 «onderlinge duels» 20:30 uur (UTC+3) | Hakan Şükür 52' |       |           | Bursa Atatürkstadion, Bursa Toeschouwers: 17.000 Scheidsrechter: Manuel Vega (ESP) |

|                                                                          |            | |           |                                                                                        |
| 30 april WK 1998 kwalificatie № 538 «onderlinge duels» 20:30 uur (UTC+2) | San Marino | 0 – 6 | Nederland | Stadio Olimpico, Serravalle Toeschouwers: 2.832 Scheidsrechter: Andreas Georgiou (CYP) |
| 30 april WK 1998 kwalificatie № 538 «onderlinge duels» 20:30 uur (UTC+2) |            | 40' Dennis Bergkamp 63' Aron Winter 70' Pierre van Hooijdonk 74' Frank de Boer 85' John Bosman 90' Dennis Bergkamp |           | Stadio Olimpico, Serravalle Toeschouwers: 2.832 Scheidsrechter: Andreas Georgiou (CYP) |

|                                                                     |             |                                                      |           |                                                                                    |
| 4 juni Vriendschappelijk № 539 «onderlinge duels» 19:30 uur (UTC+2) | Zuid-Afrika | 0 – 2                                                | Nederland | Soccer City, Johannesburg Toeschouwers: 35.000 Scheidsrechter: Stephen Lodge (ENG) |
| 4 juni Vriendschappelijk № 539 «onderlinge duels» 19:30 uur (UTC+2) |             | 8' Giovanni van Bronckhorst 61' Jean-Paul van Gastel |           | Soccer City, Johannesburg Toeschouwers: 35.000 Scheidsrechter: Stephen Lodge (ENG) |

|                                                                             |                                                        |       |                             |                                                                           |
| 6 september WK 1998 kwalificatie № 540 «onderlinge duels» 20:00 uur (UTC+2) | Nederland                                              | 3 – 1 | België                      | De Kuip, Rotterdam Toeschouwers: 48.000 Scheidsrechter: Kim Nielsen (DEN) |
| 6 september WK 1998 kwalificatie № 540 «onderlinge duels» 20:00 uur (UTC+2) | Jaap Stam 32' Patrick Kluivert 53' Dennis Bergkamp 84' |       | 67' (pen.) Lorenzo Staelens | De Kuip, Rotterdam Toeschouwers: 48.000 Scheidsrechter: Kim Nielsen (DEN) |

|                                                                            |           |       |         |                                                                                    |
| 11 oktober WK 1998 kwalificatie № 541 «onderlinge duels» 20:00 uur (UTC+2) | Nederland | 0 – 0 | Turkije | Amsterdam ArenA, Amsterdam Toeschouwers: 48.000 Scheidsrechter: Leif Sundell (SWE) |
| 11 oktober WK 1998 kwalificatie № 541 «onderlinge duels» 20:00 uur (UTC+2) |           |       |         | Amsterdam ArenA, Amsterdam Toeschouwers: 48.000 Scheidsrechter: Leif Sundell (SWE) |

### 1998
|                                                                          |                  |                                        |           |                                                                                 |
| 21 februari Vriendschappelijk № 542 «onderlinge duels» 14:00 uur (UTC−5) | Verenigde Staten | 0 – 2                                  | Nederland | Orange Bowl, Miami Toeschouwers: 20.379 Scheidsrechter: Armando Archundia (MEX) |
| 21 februari Vriendschappelijk № 542 «onderlinge duels» 14:00 uur (UTC−5) |                  | 3' Ronald de Boer 47' Clarence Seedorf |           | Orange Bowl, Miami Toeschouwers: 20.379 Scheidsrechter: Armando Archundia (MEX) |

|                                                                          |                                                       |       |                                                        |                                                                                        |
| 24 februari Vriendschappelijk № 543 «onderlinge duels» 14:30 uur (UTC−5) | Mexico                                                | 2 – 3 | Nederland                                              | Pro Player Stadium, Miami Gardens Toeschouwers: 7.077 Scheidsrechter: Brian Hall (USA) |
| 24 februari Vriendschappelijk № 543 «onderlinge duels» 14:30 uur (UTC−5) | Francisco Palencia 65' Alberto Garcia Aspe 75' (pen.) |       | 16' Patrick Kluivert 19' Patrick Kluivert 20' Wim Jonk | Pro Player Stadium, Miami Gardens Toeschouwers: 7.077 Scheidsrechter: Brian Hall (USA) |

|                                                                     |           |       |          |                                                                                |
| 27 mei Vriendschappelijk № 544 «onderlinge duels» 20:00 uur (UTC+2) | Nederland | 0 – 0 | Kameroen | GelreDome, Arnhem Toeschouwers: 24.000 Scheidsrechter: Karl-Erik Nilsson (SWE) |
| 27 mei Vriendschappelijk № 544 «onderlinge duels» 20:00 uur (UTC+2) |           |       |          | GelreDome, Arnhem Toeschouwers: 24.000 Scheidsrechter: Karl-Erik Nilsson (SWE) |

|                                                                     | |       |                      |                                                                                      |
| 1 juni Vriendschappelijk № 545 «onderlinge duels» 20:00 uur (UTC+2) | Nederland                                                                                              | 5 – 1 | Paraguay             | Philips Stadion, Eindhoven Toeschouwers: 22.000 Scheidsrechter: Claude Colombo (FRA) |
| 1 juni Vriendschappelijk № 545 «onderlinge duels» 20:00 uur (UTC+2) | Marc Overmars 25' Marc Overmars 29' Patrick Kluivert 31' Frank de Boer 58' Jimmy Floyd Hasselbaink 83' |       | 2' Jorge Luis Campos | Philips Stadion, Eindhoven Toeschouwers: 22.000 Scheidsrechter: Claude Colombo (FRA) |

|                                                                     | |       |                         |                                                                                        |
| 5 juni Vriendschappelijk № 546 «onderlinge duels» 20:15 uur (UTC+2) | Nederland | 5 – 1 | Nigeria                 | Amsterdam ArenA, Amsterdam Toeschouwers: 44.500 Scheidsrechter: Domenico Messina (ITA) |
| 5 juni Vriendschappelijk № 546 «onderlinge duels» 20:15 uur (UTC+2) | Jimmy Floyd Hasselbaink 32' Marc Overmars 36' Patrick Kluivert 60' Patrick Kluivert 74' Pierre van Hooijdonk 77' |       | 64' (pen.) Nwankwo Kanu | Amsterdam ArenA, Amsterdam Toeschouwers: 44.500 Scheidsrechter: Domenico Messina (ITA) |

| Wereldkampioenschap voetbal 1998 |
| -------------------------------- |

|                                                                    |        |       |           |                                                                                           |
| 13 juni WK 1998 Groep E № 547 «onderlinge duels» 21:00 uur (UTC+2) | België | 0 – 0 | Nederland | Stade de France, Saint-Denis Toeschouwers: 77.000 Scheidsrechter: Pierluigi Collina (ITA) |
| 13 juni WK 1998 Groep E № 547 «onderlinge duels» 21:00 uur (UTC+2) |        |       |           | Stade de France, Saint-Denis Toeschouwers: 77.000 Scheidsrechter: Pierluigi Collina (ITA) |

|                                                                    | |       |            |                                                                                      |
| 20 juni WK 1998 Groep E № 548 «onderlinge duels» 21:00 uur (UTC+2) | Nederland                                                                                          | 5 – 0 | Zuid-Korea | Stade Vélodrome, Marseille Toeschouwers: 55.000 Scheidsrechter: Ryszard Wójcik (POL) |
| 20 juni WK 1998 Groep E № 548 «onderlinge duels» 21:00 uur (UTC+2) | Phillip Cocu 38' Marc Overmars 42' Dennis Bergkamp 71' Pierre van Hooijdonk 80' Ronald de Boer 83' |       |            | Stade Vélodrome, Marseille Toeschouwers: 55.000 Scheidsrechter: Ryszard Wójcik (POL) |

|                                                                    |                                    |       |                                         | |
| 25 juni WK 1998 Groep E № 549 «onderlinge duels» 16:00 uur (UTC+2) | Nederland                          | 2 – 2 | Mexico                                  | Stade Geoffroy-Guichard, Saint-Étienne Toeschouwers: 30.600 Scheidsrechter: Abdul Rahman Al-Zeid (KSA) |
| 25 juni WK 1998 Groep E № 549 «onderlinge duels» 16:00 uur (UTC+2) | Phillip Cocu 4' Ronald de Boer 18' |       | 75' Ricardo Peláez 90+4' Luis Hernández | Stade Geoffroy-Guichard, Saint-Étienne Toeschouwers: 30.600 Scheidsrechter: Abdul Rahman Al-Zeid (KSA) |

|                                                                       |                                      |       |                          |                                                                                           |
| 29 juni WK 1998 Achtste finale № 550 «onderlinge duels» 21:00 (UTC+2) | Nederland                            | 2 – 1 | Joegoslavië              | Stade de Toulouse, Toulouse Toeschouwers: 33.500 Scheidsrechter: José Garcia Aranda (ESP) |
| 29 juni WK 1998 Achtste finale № 550 «onderlinge duels» 21:00 (UTC+2) | Dennis Bergkamp 38' Edgar Davids 90' |       | 49' Slobodan Komljenović | Stade de Toulouse, Toulouse Toeschouwers: 33.500 Scheidsrechter: José Garcia Aranda (ESP) |

|                                                                       |                                          |       |                   |                                                                                            |
| 4 juli WK 1998 Kwartfinale № 551 «onderlinge duels» 16:30 uur (UTC+2) | Nederland                                | 2 – 1 | Argentinië        | Stade Vélodrome, Marseille Toeschouwers: 55.000 Scheidsrechter: Arturo Brizio Carter (MEX) |
| 4 juli WK 1998 Kwartfinale № 551 «onderlinge duels» 16:30 uur (UTC+2) | Patrick Kluivert 12' Dennis Bergkamp 89' |       | 17' Claudio López | Stade Vélodrome, Marseille Toeschouwers: 55.000 Scheidsrechter: Arturo Brizio Carter (MEX) |

|                                                                        |                               |              |                                                           |                                                                                   |
| 7 juli WK 1998 Halve finale № 552 «onderlinge duels» 21:00 uur (UTC+2) | Brazilië                      | 1 – 1 (n.v.) | Nederland                                                 | Stade Vélodrome, Marseille Toeschouwers: 54.000 Scheidsrechter: Ali Bujsaim (UAE) |
| 7 juli WK 1998 Halve finale № 552 «onderlinge duels» 21:00 uur (UTC+2) | Ronaldo 46'                   |              | 87' Patrick Kluivert                                      | Stade Vélodrome, Marseille Toeschouwers: 54.000 Scheidsrechter: Ali Bujsaim (UAE) |
| 7 juli WK 1998 Halve finale № 552 «onderlinge duels» 21:00 uur (UTC+2) | Strafschoppen                 |              |                                                           | Stade Vélodrome, Marseille Toeschouwers: 54.000 Scheidsrechter: Ali Bujsaim (UAE) |
| 7 juli WK 1998 Halve finale № 552 «onderlinge duels» 21:00 uur (UTC+2) | Ronaldo Rivaldo Emerson Dunga | 4–2          | Frank de Boer Dennis Bergkamp Phillip Cocu Ronald de Boer | Stade Vélodrome, Marseille Toeschouwers: 54.000 Scheidsrechter: Ali Bujsaim (UAE) |

|                                                                         |            |       |                          |                                                                                       |
| 11 juli WK 1998 Troostfinale № 553 «onderlinge duels» 21:00 uur (UTC+2) | Nederland  | 1 – 2 | Kroatië                  | Parc des Princes, Parijs Toeschouwers: 45.500 Scheidsrechter: Epifanio González (PAR) |
| 11 juli WK 1998 Troostfinale № 553 «onderlinge duels» 21:00 uur (UTC+2) | Zenden 21' |       | 13' Prosinečki 35' Šuker | Parc des Princes, Parijs Toeschouwers: 45.500 Scheidsrechter: Epifanio González (PAR) |

|  |  |  |  |  |  |  |  |  |

|                                                                         |                                    |       |      |                                                                                      |
| 10 oktober Vriendschappelijk № 554 «onderlinge duels» 20:30 uur (UTC+2) | Nederland                          | 2 – 0 | Peru | Philips Stadion, Eindhoven Toeschouwers: 10.000 Scheidsrechter: Fritz Stuchlik (AUT) |
| 10 oktober Vriendschappelijk № 554 «onderlinge duels» 20:30 uur (UTC+2) | Jaap Stam 58' Peter van Vossen 76' |       |      | Philips Stadion, Eindhoven Toeschouwers: 10.000 Scheidsrechter: Fritz Stuchlik (AUT) |

|                                                                         |           |       |       |                                                                          |
| 13 oktober Vriendschappelijk № 555 «onderlinge duels» 20:30 uur (UTC+2) | Nederland | 0 – 0 | Ghana | GelreDome, Arnhem Toeschouwers: 14.500 Scheidsrechter: Éric Romain (BEL) |
| 13 oktober Vriendschappelijk № 555 «onderlinge duels» 20:30 uur (UTC+2) |           |       |       | GelreDome, Arnhem Toeschouwers: 14.500 Scheidsrechter: Éric Romain (BEL) |

|                                                                          |                    |       |                      |                                                                                      |
| 18 november Vriendschappelijk № 556 «onderlinge duels» 20:15 uur (UTC+1) | Duitsland          | 1 – 1 | Nederland            | Parkstadion, Gelsenkirchen Toeschouwers: 44.962 Scheidsrechter: Ryszard Wójcik (POL) |
| 18 november Vriendschappelijk № 556 «onderlinge duels» 20:15 uur (UTC+1) | Olaf Marschall 52' |       | 22' Michael Reiziger | Parkstadion, Gelsenkirchen Toeschouwers: 44.962 Scheidsrechter: Ryszard Wójcik (POL) |

### 1999
|                                                                          |           |       |          |                                                                                    |
| 10 februari Vriendschappelijk № 557 «onderlinge duels» 20:30 uur (UTC+1) | Nederland | 0 – 0 | Portugal | Parc des Princes, Parijs Toeschouwers: 27.443 Scheidsrechter: Claude Colombo (FRA) |
| 10 februari Vriendschappelijk № 557 «onderlinge duels» 20:30 uur (UTC+1) |           |       |          | Parc des Princes, Parijs Toeschouwers: 27.443 Scheidsrechter: Claude Colombo (FRA) |

|                                                                       |                 |       |                       |                                                                                   |
| 31 maart Vriendschappelijk № 558 «onderlinge duels» 20:30 uur (UTC+2) | Nederland       | 1 – 1 | Argentinië            | Amsterdam ArenA, Amsterdam Toeschouwers: 55.132 Scheidsrechter: Graham Poll (ENG) |
| 31 maart Vriendschappelijk № 558 «onderlinge duels» 20:30 uur (UTC+2) | Edgar Davids 9' |       | 84' Gabriel Batistuta | Amsterdam ArenA, Amsterdam Toeschouwers: 55.132 Scheidsrechter: Graham Poll (ENG) |

|                                                                       |                          |       |                                          |                                                                            |
| 28 april Vriendschappelijk № 559 «onderlinge duels» 20:30 uur (UTC+2) | Nederland                | 1 – 2 | Marokko                                  | GelreDome, Arnhem Toeschouwers: 24.000 Scheidsrechter: Fernand Meese (BEL) |
| 28 april Vriendschappelijk № 559 «onderlinge duels» 20:30 uur (UTC+2) | Ruud van Nistelrooij 88' |       | 59' Mustapha Hadji 69' Salahedine Bassir | GelreDome, Arnhem Toeschouwers: 24.000 Scheidsrechter: Fernand Meese (BEL) |

|                                                                     |                          |       |                                           |                                                                                         |
| 5 juni Vriendschappelijk № 560 «onderlinge duels» 16:00 uur (UTC−3) | Brazilië                 | 2 – 2 | Nederland                                 | Estádio Fonte Nova, Salvador Toeschouwers: 35.000 Scheidsrechter: Epifanio Chávez (PAR) |
| 5 juni Vriendschappelijk № 560 «onderlinge duels» 16:00 uur (UTC−3) | Amoroso 27' Leonardo 45' |       | 62' Patrick Kluivert 67' Peter van Vossen | Estádio Fonte Nova, Salvador Toeschouwers: 35.000 Scheidsrechter: Epifanio Chávez (PAR) |

|                                                                     |                                       |       |                          |                                                                                         |
| 8 juni Vriendschappelijk № 561 «onderlinge duels» 16:00 uur (UTC−3) | Brazilië                              | 3 – 1 | Nederland                | Estádio Serra Dourada, Goiânia Toeschouwers: 25.000 Scheidsrechter: Ubaldo Aquino (PAR) |
| 8 juni Vriendschappelijk № 561 «onderlinge duels» 16:00 uur (UTC−3) | Amoroso 16' Leonardo 38' Leonardo 42' |       | 78' Pierre van Hooijdonk | Estádio Serra Dourada, Goiânia Toeschouwers: 25.000 Scheidsrechter: Ubaldo Aquino (PAR) |

|                                                                          |            |       |           |                                                                             |
| 18 augustus Vriendschappelijk № 562 «onderlinge duels» 19:15 uur (UTC+2) | Denemarken | 0 – 0 | Nederland | Parken, Kopenhagen Toeschouwers: 17.234 Scheidsrechter: Morgan Norman (SWE) |
| 18 augustus Vriendschappelijk № 562 «onderlinge duels» 19:15 uur (UTC+2) |            |       |           | Parken, Kopenhagen Toeschouwers: 17.234 Scheidsrechter: Morgan Norman (SWE) |

|                                                                          |                                                                                                  |       |                                                                                      |                                                                         |
| 4 september Vriendschappelijk № 563 «onderlinge duels» 20:30 uur (UTC+2) | Nederland                                                                                        | 5 – 5 | België                                                                               | De Kuip, Rotterdam Toeschouwers: 23.855 Scheidsrechter: Urs Meier (SUI) |
| 4 september Vriendschappelijk № 563 «onderlinge duels» 20:30 uur (UTC+2) | Edgar Davids 37' Edgar Davids 42' Patrick Kluivert 45' Patrick Kluivert 58' Patrick Kluivert 69' |       | 9' Branko Strupar 30' Branko Strupar 50' Bart Goor 52' Marc Wilmots 77' Émile Mpenza | De Kuip, Rotterdam Toeschouwers: 23.855 Scheidsrechter: Urs Meier (SUI) |

|                                                                        |                                          |       |                             |                                                                                   |
| 9 oktober Vriendschappelijk № 564 «onderlinge duels» 20:30 uur (UTC+2) | Nederland                                | 2 – 2 | Brazilië                    | Amsterdam ArenA, Amsterdam Toeschouwers: 51.000 Scheidsrechter: Markus Merk (GER) |
| 9 oktober Vriendschappelijk № 564 «onderlinge duels» 20:30 uur (UTC+2) | Dennis Bergkamp 37' Boudewijn Zenden 43' |       | 64' Roberto Carlos 68' Cafú | Amsterdam ArenA, Amsterdam Toeschouwers: 51.000 Scheidsrechter: Markus Merk (GER) |

|                                                                      |               |       |                |                                                                                  |
| 13 november Vriendschappelijk № 565 «onderlinge duels» 20:30 (UTC+1) | Nederland     | 1 – 1 | Tsjechië       | Philips Stadion, Eindhoven Toeschouwers: 30.000 Scheidsrechter: Dani Koren (ISR) |
| 13 november Vriendschappelijk № 565 «onderlinge duels» 20:30 (UTC+1) | Jaap Stam 59' |       | 68' Jan Koller | Philips Stadion, Eindhoven Toeschouwers: 30.000 Scheidsrechter: Dani Koren (ISR) |

## Samenvatting
| 1990 - 1999       | 1990 - 1999                          | 1990 - 1999                          | 1990 - 1999                          | 1990 - 1999                          | 1990 - 1999                          | 1990 - 1999                          | 1990 - 1999                          |                   | 1905 - 1999     | 1905 - 1999 | 1905 - 1999 | 1905 - 1999 | 1905 - 1999 | 1905 - 1999 | 1905 - 1999 | 1905 - 1999 |
| Competitie        | Totaal gespeeld                      | Winst                                | Gelijk                               | Verlies                              | Doelpunten                           | Doelpunten                           | Doelpunten                           | Competitie        | Totaal gespeeld | Winst       | Gelijk      | Verlies     | Doelpunten  | Doelpunten  | Doelpunten  |             |
| Competitie        | Totaal gespeeld                      | Winst                                | Gelijk                               | Verlies                              | Voor                                 | Tegen                                | Saldo                                | Competitie        | Totaal gespeeld | Winst       | Gelijk      | Verlies     | Voor        | Tegen       | Saldo       |             |
| ----------------- | ------------------------------------ | ------------------------------------ | ------------------------------------ | ------------------------------------ | ------------------------------------ | ------------------------------------ | ------------------------------------ | ----------------- | --------------- | ----------- | ----------- | ----------- | ----------- | ----------- | ----------- | ----------- |
| WK Eindronde      | 16                                   | 6                                    | 6                                    | 4                                    | 24                                   | 17                                   | +7                                   | WK Eindronde      | 32              | 14          | 9           | 9           | 55          | 35          | +20         |             |
| WK Kwalificatie   | 18                                   | 12                                   | 4                                    | 2                                    | 55                                   | 13                                   | +42                                  | WK Kwalificatie   | 75              | 43          | 18          | 14          | 167         | 62          | +105        |             |
| EK Eindronde      | 8                                    | 3                                    | 4                                    | 1                                    | 9                                    | 7                                    | +2                                   | EK Eindronde      | 18              | 9           | 5           | 4           | 25          | 19          | +6          |             |
| EK Kwalificatie   | 19                                   | 13                                   | 3                                    | 3                                    | 42                                   | 7                                    | +35                                  | EK Kwalificatie   | 68              | 44          | 11          | 13          | 163         | 51          | +112        |             |
| Olympische Spelen | Geen deelnames aan Olympische Spelen | Geen deelnames aan Olympische Spelen | Geen deelnames aan Olympische Spelen | Geen deelnames aan Olympische Spelen | Geen deelnames aan Olympische Spelen | Geen deelnames aan Olympische Spelen | Geen deelnames aan Olympische Spelen | Olympische Spelen | 21              | 10          | 2           | 9           | 51          | 44          | +7          |             |
| Mini WK           | Geen mini WK gehouden                | Geen mini WK gehouden                | Geen mini WK gehouden                | Geen mini WK gehouden                | Geen mini WK gehouden                | Geen mini WK gehouden                | Geen mini WK gehouden                | Mini WK           | 2               | 0           | 1           | 1           | 1           | 3           | -2          |             |
| Vriendschappelijk | 43                                   | 16                                   | 15                                   | 12                                   | 72                                   | 49                                   | +23                                  | Vriendschappelijk | 349             | 140         | 79          | 130         | 742         | 658         | +84         |             |
| Totaal            | 104                                  | 50                                   | 32                                   | 22                                   | 202                                  | 93                                   | +109                                 | Totaal            | 565             | 260         | 125         | 180         | 1204        | 872         | +332        |             |

KNVB ·
A-internationals ·
Bondscoaches (m) ·
Topscorers ·
Nederlands vrouwenelftal ·
Bondscoaches (v) ·
Nederland B ·
Olympisch elftal ·
Jong Oranje ·
Nederland –20 ·
Nederland –19 ·
Nederland –18 ·
Nederland –17 ·
Nederland –16 ·
Nederland –15 ·
Nederlands amateurelftal ·
Nederlands zaterdagelftal ·
Jong OranjeLeeuwinnen ·
Vrouwen –20 ·
Vrouwen –19 ·
Vrouwen –18 ·
Vrouwen –17 ·
Vrouwen –16 ·
Vrouwen –15 ·
Militair mannenelftal ·
Militair vrouwenelftal ·
Strandteam ·
Vrouwen Strandteam ·
Futsalteam ·
Vrouwen Futsalteam

EK-wedstrijden ·
WK-wedstrijden ·
Resultaten kwalificaties en eindronden ·
Nederland B-wedstrijden ·
Officieuze wedstrijden ·
EK-wedstrijden vrouwen ·
WK-wedstrijden vrouwen ·
Resultaten vrouwen kwalificaties en eindronden
1905 – 1919 ·
1920 – 1929 ·
1930 – 1939 ·
1940 – 1949 ·
1950 – 1959 ·
1960 – 1969 ·
1970 – 1979 ·
1980 – 1989 ·
1990 – 1999 ·
2000 – 2009 ·
2010 – 2019 ·
2020 – 2029
2015 ·
2016 ·
2017 ·
2018 ·
2019 ·
2020 ·
2021 · 
2022
EK's: 1976 · 
1980 · 
1988 · 
1992 · 
1996 · 
2000 · 
2004 · 
2008 · 
2012 · 
2020 · 
2024
WK's: 1934 · 
1938 · 
1974 · 
1978 · 
1990 · 
1994 · 
1998 · 
2006 · 
2010 · 
2014 · 
2022
OS: 1908 ·
1912 ·
1920 ·
1924 ·
1928 ·
1948 ·
1952 ·
2008
Albanië ·
Andorra ·
Argentinië ·
Armenië ·
Australië ·
België ·
Bosnië en Herzegovina ·
Brazilië ·
Bulgarije ·
Canada ·
Chili ·
China ·
Colombia ·
Costa Rica ·
Curaçao ·
Cyprus ·
DDR ·
Denemarken ·
Duitsland ·
Ecuador ·
Egypte ·
Engeland ·
Estland ·
Faeröer ·
Finland ·
Frankrijk ·
GOS · 
Georgië ·
Ghana ·
Gibraltar ·
Griekenland ·
Hongarije ·
Ierland ·
IJsland ·
Indonesië ·
Iran ·
Israël ·
Italië ·
Ivoorkust ·
Japan ·
Joegoslavië ·
Kameroen ·
Kazachstan ·
Kroatië ·
Letland ·
Liechtenstein ·
Luxemburg ·
Malta ·
Marokko ·
Mexico ·
Moldavië ·
Montenegro ·
Nederlandse Antillen ·
Nigeria ·
Noord-Ierland ·
Noord-Macedonië ·
Noorwegen ·
Oekraïne ·
Oostenrijk ·
Paraguay ·
Peru ·
Polen ·
Portugal ·
Qatar ·
Roemenië ·
Rusland ·
Saarland ·
San Marino ·
Saoedi-Arabië ·
Schotland ·
Senegal ·
Servië en Montenegro ·
Slovenië ·
Slowakije ·
Sovjet-Unie ·
Spanje ·
Suriname ·
Thailand ·
Tsjechië ·
Tsjecho-Slowakije ·
Tunesië ·
Turkije ·
Uruguay ·
Verenigd Koninkrijk ·
Verenigde Staten ·
Wales ·
Wit-Rusland ·
Zuid-Afrika ·
Zuid-Korea ·
Zweden ·
Zwitserland
Argentinië (1978) ·
Argentinië (2006) ·
Argentinië (2014) ·
Argentinië (2022) ·
Australië (2014) ·
Brazilië (2014) ·
Chili (2014) · 
Costa Rica (2014) ·
Denemarken (2010) ·
Denemarken (2012) ·
Duitsland (2012) · 
Ecuador (2022) · 
Frankrijk (2008) ·
Italië (2008) ·
Ivoorkust (2006) ·
Japan (2010) ·
Kameroen (2010) ·
Mexico (2014) · 
Noord-Macedonië (2021) · 
Oekraïne (2021) · 
Oostenrijk (2021) · 
Portugal (2006) ·
Portugal (2012) ·
Portugal (2019) ·
Qatar (2022) ·
Roemenië (2008) ·
Rusland (2008) ·
San Marino (2011) ·
Senegal (2022) ·
Servië en Montenegro (2006) ·
Sovjet-Unie (1988) ·
Spanje (2010) ·
Spanje (2014) ·
Tsjechië (2021) · 
Uruguay (2010) ·
Verenigde Staten (2022) · 
West-Duitsland (1974)
CONMEBOL: Bolivia · Chili  · Colombia · Ecuador · Uruguay · Venezuela

UEFA: Albanië · Andorra · Armenië · Azerbeidzjan · België · Bosnië en Herzegovina · Bulgarije · Cyprus · Denemarken · (West-)Duitsland · Duitse Democratische Republiek · Engeland · Estland · Faeröer · Finland · Frankrijk · Georgië · Griekenland · Hongarije · IJsland · Ierland · Israël · Italië · Joegoslavië · Kroatië · Letland · Liechtenstein · Litouwen · Luxemburg · Malta · Moldavië · Nederland · Noord-Ierland · Noord-Macedonië · Noorwegen · Oekraïne · Oostenrijk · Polen · Portugal · Roemenië · Rusland · San Marino · Schotland · Slovenië · Slowakije · Sovjet-Unie/GOS ·  Spanje · Tsjechië · Tsjecho-Slowakije · Turkije · Wales · Wit-Rusland · Zweden · Zwitserland

AFC: Kazachstan

CAF: Madagaskar

CONCACAF: Belize · Canada